# Jungholz

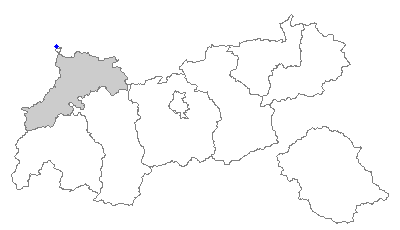
Poloha Jungholzu na mapě Tyrolska (tmavomodrý bod vlevo nahoře)

Jungholz je rakouská obec v Tyrolsku, jejíž území je obklopeno územím německého Bavorska. S mateřským státem je území obce spojeno přes vrchol hory Sorgschorfen, na kterém se hranice Německa a Rakouska stýkají. Na začátku roku 2011 měla 309 obyvatel. Jungholz je středisko zimních sportů.
Území obce je přístupné pouze z Německa, geograficky je ale spojeno s územím mateřského státu. Jde tak o rakouskou funkční exklávu v Německu. Jungholz používá rakouské (A-6691) i německé poštovní směrovací číslo (D-87491).

## Historie
První zmínka o Jungholzu je z 24. června 1342, a to v kupní smlouvě o koupi obce Heinzem Lochpühlerem. Během bavorsko-tyrolských pohraničních sporů v 15. a 18. století zůstávalo území obce součástí Tyrolska. Konečné vymezení hranice bylo provedeno bavorsko-rakouskými smlouvami v letech 1844 a 1850 а území obce bylo přičleněno k bavorskému celnímu prostoru. Součástí následně německého celního prostoru Jungholz zůstal až do vstupu Rakouska do Evropské unie v roce 1995.